# Jan Mirosław Kasjan
Jan Mirosław Kasjan (ur. 9 lipca 1933 w Żurominie, zm. 21 kwietnia 2010 w Toruniu) – polski poeta i eseista, profesor dr hab nauk filologicznych, specjalność folklorystyka, historia literatury polskiej, poetyka.
W 1951 roku ukończył Liceum Ogólnokształcące im. Romualda Traugutta w Lipnie. W 1952 debiutował na łamach prasy jako poeta. Filologię polską ukończył na UMK w 1955 roku. W 1964 uzyskał stopień doktora za rozprawę pt. Przysłowia i metaforyka potoczna w twórczości Słowackiego. W 1977 uzyskał stopień doktora habilitowanego na podstawie rozprawy Poetyka polskiej twórczości ludowej. Tytuł profesora nadzwyczajnego otrzymał na UMK 1989 roku, a zwyczajnego w 1994 roku.
Pracę na UMK rozpoczął w 1955 roku jako zastępca asystenta w Katedrze Podstaw Marksizmu-Leninizmu, potem pracował w Katedrze Literatury Polskiej, Katedrze Historii Literatury Polskiej i Zakładzie Teorii Literatury. W latach 1970–73 pełnił funkcję wicedyrektora Instytutu Filologii Polskiej, a od 1990 do 1994 roku kierował Zakładem Literatury Polskiej Romantyzmu i Pozytywizmu.

## Wybrane publikacje
- Przysłowia i metaforyka potoczna w twórczości Słowackiego (1966)
- Poetyka polskiej zagadki ludowej (1976)
- Polska zagadka ludowa (1983, ISBN 83-04-01332-0)
- Siostrzane muzy. Studia o literaturze ustnej i pisanej (1986, ISBN 83-218-0519-1)
- Usta i pióro: studia o literaturze ustnej i pisanej (1994, ISBN 83-231-0532-4)
- Nad Seretem i nad Skrwą: studia i szkice folklorystyczne (2000, ISBN 83-231-1217-7)

### Poezja
- Ognisko i ciemny wiatr (1962)
- Progi (1980, ISBN 83-218-0036-X)
- Gałązka mroku (poezje)
- Znikające aureole (1990, ISBN 83-7003-131-5)
- Obnażona ziemia (1996, ISBN 83-231-0753-X)

### Opracowania i przekłady
- Na ciche wody. Dumy ukraińskie (1973)
- Na przełęczy światów: 150 ukraińskich baśni, gadek, humoresek i podań ludowych (1994, ISBN 83-231-0494-8)
- Zagadki rozmaite i pytania służące zabawie i nauce: antologia polskiej zagadki literackiej (1994, ISBN 83-231-0488-3)